# Lataule
Lataule – miejscowość i gmina we Francji, w regionie Hauts-de-France, w departamencie Oise.
Według danych na rok 1990 gminę zamieszkiwało 70 osób, a gęstość zaludnienia wynosiła 9 osób/km² (wśród 2293 gmin Pikardii Lataule plasuje się na 927. miejscu pod względem liczby ludności, natomiast pod względem powierzchni na miejscu 623.).